# Fernand Sardou
Fernand Sardou (* 18. September 1910 in Avignon, Département Vaucluse; † 31. Januar 1976 in Toulon, Département Var) war ein französischer Schauspieler und Sänger.

## Leben und Wirken
Sardou kam auf dem Bahnhof von Avignon zur Welt und war der Sohn des Schauspielers Valentin Sardou (1868–1933) und dessen Ehefrau, der Sängerin Joséphine Plantin (1892–1933; Pseudonym „Sardounette“).
Seinen Schulbesuch brach Sardou vorzeitig ab und widmete sich nahezu ausschließlich dem Chanson; Vorbild und Freund wurde ihm dabei bald schon Félix Mayol.
Nach dem Rifkrieg leistete Sardou seinen Militärdienst in Casablanca und konnte als Soldat bereits erfolgreich kleinere Auftritte absolvieren. Im Anschluss an seine Militärzeit unternahm er eine Tournee nach Brasilien und ließ sich anschließend wieder in  Französisch-Marokko nieder. Als 1933 seine Eltern starben, verließ er das Land und ließ sich in Paris nieder.
Sardou wurde als Schauspieler entdeckt und konnte auch hier erste Erfolge erzielen. Den Zweiten Weltkrieg überlebte er in der Provence, wo er u. a. auch Rainier Grimaldi kennenlernte, den späteren Fürsten von Monaco.
Am 7. Juli 1945 heiratete Sardou in Paris (18. Arrondissement) die Schauspielerin Jacqueline Labbé (1919–1998) und hatte mit ihr einen Sohn, den späteren Sänger Michel Sardou (* 1947).
Am 31. Januar 1976 starb Sardou am Stadttheater von Toulon an einem Herzinfarkt während der Proben des Singspiels Im weißen Rössl (L'auberge de Cheval-Blanc). Seine letzte Ruhestätte fand er auf dem Friedhof von Neuilly-sur-Seine, wo 1998 auch seine Ehefrau Jackie beerdigt wurde. 2006 wurde das Ehepaar Fernand und Jackie Sardou exhumiert und sie liegen seitdem auf dem Cimetière du Grand Jas in Cannes.

## Filmographie (Auswahl)
- 1942: Les cadets de l'océan – Regie: Jean Dréville
- 1950: Klagt mich an (Meurtres) – Regie: Richard Pottier
- 1951: Hafengasse 5 (Le garçon sauvage) – Regie: Jean Delannoy
- 1951: Der Totentisch (La table aux crevés) – Regie: Henri Verneuil
- 1952: Manons Rache (Manon des sources) – Regie: Marcel Pagnol
- 1953: L'appel du destin – Regie: Georges Lacombe
- 1953: Und keine blieb verschont (Quand tu liras cette lettre) – Regie: Jean-Pierre Melville
- 1955: Rififi (Du rififi chez les hommes)
- 1955: Le printemps, l'automne et l'amour – Regie: Gilles Grangier
- 1955: Die Blume der Nacht (Marguerite de la nuit) – Regie: Claude Autant-Lara
- 1956: La terreur des dames – Regie: Jean Boyer
- 1957: Spione am Werk (Les espions) – Regie: Henri-Georges Clouzot
- 1957: Die Pariserin (Une parisienne) – Regie: Michel Boisrond
- 1958: Polizeiaktion Dynamit (Échec au porteur)
- 1958: Leben und Lieben lassen (Un drôle de dimanche) – Regie: Marc Allégret
- 1958: Komm mit, Kleiner Komm mit, Kleiner (Suivez-moi jeune homme) – Regie: Guy Lefranc
- 1959: Fripuillard et Cie – Regie: Stefano Vanzina
- 1959: Das Frühstück im Grünen (Le déjeuner sur l'herbe)
- 1960: Business – Regie: Maurice Boutel
- 1963: Grausame Hände (Les grands chemins) – Regie: Christian Marquand
- 1964: Der Gendarm von St. Tropez (Le gendarme de Saint-Tropez)
- 1964: La bonne occase – Regie: Michel Drach
- 1965: Dis-moi qui tuer – Regie: Étienne Périer
- 1971: Balduin, der Sonntagsfahrer (Sur un arbre perché)